# Agonges
Agonges es una comuna francesa situada en el departamento de Allier, de la región de Auvernia-Ródano-Alpes.
Los habitantes se llaman Agongeois.

## Geografía
Está ubicada a 14 km al oeste de Moulins.

## Demografía
| 474 | 437 | 385 | 327 | 300 | 357 | 342 | 309 |
| Para los censos de 1962 a 1999 la población legal corresponde a la población sin duplicidades (Fuente: INSEE [Consultar]) |     |     |     |     |     |     |     |